# الصندوق الأزرق

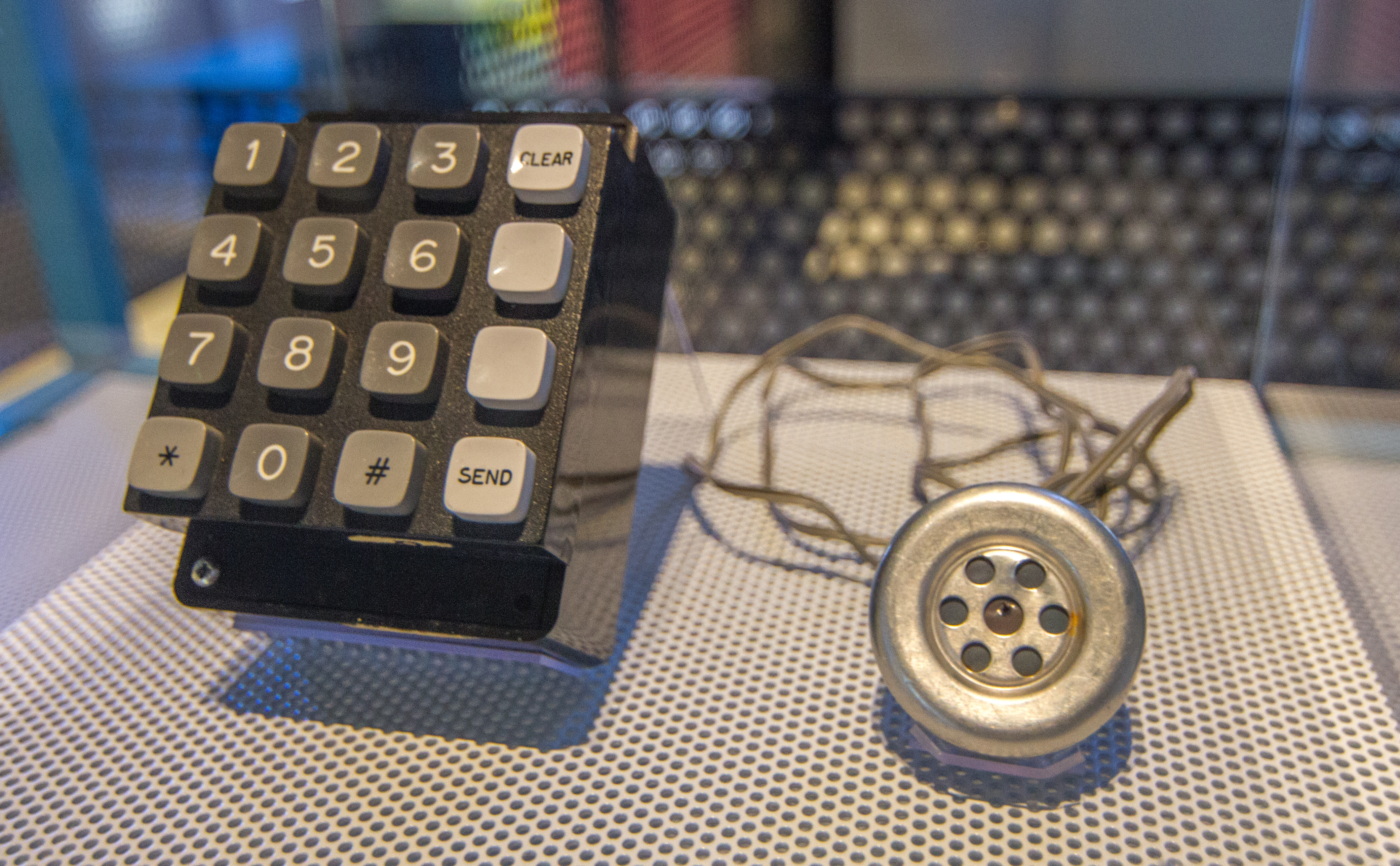
الصندوق الأزرق الذي صممه وصنعه ستيف وزنياك وباعه ستيف جوبز قبل أن يؤسسوا شركة آبل. معروض في متحف باورهاوس، من مجموعة متحف تاريخ الكمبيوتر

الصندوق الأزرق (بالإنجليزية: Blue box)‏ هو جهاز إلكتروني ينتج نغمات تستخدم لتوليد نغمات الإشارة داخل النطاق المستخدم سابقًا داخل شبكة الهاتف لمسافات طويلة في أمريكا الشمالية لإرسال حالة الخط وتسمى معلومات الرقم عبر الدوائر الصوتية. سمح هذا للمستخدم، المشار إليه باسم "فريكنج"، بإجراء مكالمات بعيدة المدى خلسة والتي سيتم إصدار فواتير بها إلى رقم آخر أو رفضها تمامًا باعتبارها مكالمة غير مكتملة. كما تم إنشاء عدد من «مربعات الألوان» المتشابهة للتحكم في جوانب أخرى من شبكة الهاتف.
تم تطويره لأول مرة في الستينيات واستخدمه مجتمع فريكنج صغير، أدى إدخال الإلكترونيات الدقيقة منخفضة التكلفة في أوائل السبعينيات إلى تبسيط هذه الأجهزة إلى حد كبير لدرجة أنه يمكن تصنيعها من قبل أي شخص يتمتع بكفاءة معقولة باستخدام مكواة اللحام أو بناء اللوح. بعد فترة وجيزة، تم تقديم نماذج ذات جودة منخفضة نسبيًا مجمعة بالكامل، ولكن هذه النماذج تتطلب عمومًا ترقيعًا من جانب المستخدم للاستمرار في العمل. كان الاستثناء هو النموذج المصمم ستيف وزنياك، وهو نظام قوي تم بيعه بواسطة ستيف جوبز قبل بدء العمل على أبل 1.